# Нижнее Заполье (Архангельская область)
Нижнее Заполье — деревня в Холмогорском районе Архангельской области.

## География
Находится в центральной части Архангельской области на расстоянии приблизительно 5 км на север-северо-восток от села Емецк на левобережье реки Емца.

## История
В 1939 году была отмечена как деревня Прилуцкого сельсовета Емецкого района. До 2022 года входила в Емецкое сельское поселение до его упразднения.

## Население
Численность населения: 46 человек (русские 96 %) в 2002 году, 41 в 2010.